# آرخوست
شهرستان آرخوست (به زبان مغولی: Архуст сум، [Arxust sum]؛ ᠠᠷᠤᠬᠤᠰᠤᠲᠤ ᠰᠤᠮᠤ، [aruqusutu sumu]) یک شهرستان (سُوم) در مغولستان است که در استان توف واقع شده‌است.

## تقسیمات اداری
شهرستان آرخوست متشکل از ۲ قصبه (باغ) می‌باشد، شامل:
- نارست (مغولی: Нарст баг، [Narst bag]؛ ᠨᠠᠷᠠᠰᠤᠲᠤ ᠪᠠᠭ، [narasutu baɣ])
- نویُن‌شاند (مغولی: Ноён шанд баг، [Nojon šand bag]؛ ᠨᠣᠶᠠᠨ ᠱᠠᠩᠳᠠ ᠪᠠᠭ، [noyan šaŋda baɣ])